# Tetracytherura norfolkensis
Tetracytherura norfolkensis är en kräftdjursart som först beskrevs av Eunice Thompson Cronin 1979.  Tetracytherura norfolkensis ingår i släktet Tetracytherura och familjen Cytheruridae. Inga underarter finns listade i Catalogue of Life.